# Sapieha VIII
Sapieha VIII (Sapieha II Książę) – polski herb książęcy, odmiana herbu Lis. Herb własny rodziny Sapiehów.

## Opis herbu

### Opis historyczny
Juliusz Ostrowski blazonuje herb następująco:

Na tarczy obramowanej złotem i poprzedzielanej złołemi liniami, trójściętej, w polu I górnem trójdzielnem z prawej czerwonem – strzała złota bez opierzenia żeleźcem do góry, dwa razy przekrzyżowana (Lis), w środkowem czarnem – trzy lilie srebrne: 2 i 1 (Lilie Sapiehów), z lewej czerwonem – ręka zbrojna, w łokciu zgięta, strzałą z góry na dól przeszyta (Ręka); w polu II środkowem dwudzielnem, z prawej czerwonem – na siwym koniu mąż zbrojny z mieczem w prawej, z tarczą, na której w polu błękitnem krzyż podwójny złoty w lewej ręce (Pogoń litewska), z lewej błękitnem – koń w lewo zamiast szyi i głowy końskiej w męską postać zmieniony, strzelający z luku do własnego ogona, wyobrażającego węża (Hipocentaurus); w dolnem III trójdzielnem z prawej błękitnem – słup złoty z dwoma krzyżami u góry i dołu ukośnie, do siebie zwróconemi (Różyński), w środkowem czerwonem – na belce poprzecznej złotej, między dwoma takiemiż slupami – dwa niższe słupy złote z belką poprzeczną u góry, na której mniejsze jeszcze dwa słupki, belką poprzeczną u góry również złączone (Kolumny litewskie), z lewej wreszcie w polu srebrnem – słup złoty (Kolumna), Nad tarczą – trzy hełmy ukoronowane: w pierwszym między dwiema trąbami – lis wspięty czerwony w lewo, w drugim – pół męża zbrojnego w szyszaku, z pióropuszem, z mieczem w prawej, z tarczą błtękitną o podwójnym złotym krzyżu w lewej ręce; w trzecim – orzeł czarny ukoronowany z tarczą owalną na piersiach, w której na polu czerwonem – ramię zbrojne, w łokciu zgięte, strzałą z góry na dół przeszyte. Labry przy pierwszym i trzecim czerwone podbite srebrem, przy środkowem z prawej czarne podbite srebrem, z lewej błękitne podbite złotem. Nad tarczą płaszcz książęcy z mitrą.

### Opis współczesny
Opis skonstruowany współcześnie brzmi następująco:
Na tarczy obramowanej złotem i poprzedzielanej liniami złotymi, trójdzielna w pas, pola górne i dolne trójdzielne w słup, środkowe dwudzielne w pas. W polu I czerwonym rogacina podwójnie przekrzyżowana, złota (Lis II); w polu II czarnym trzy lilie srebrne, dwie nad jedną (Lilie Sapiehów); w polu III czerwonym ramię zbrojne, w łokciu zgięte i przebite strzałą w dół (Ręka); w polu IV, czerwonym na murawie zielonej jeździec zbrojny z szablą w prawicy i tarczą, na której krzyż podwójny złoty, w lewicy (Pogoń Litewska); w polu V błękitnym Hippocentaur mierzący z łuku do własnego ogona w kształcie węża (Hippocentaurus), w polu VI błękitnym słup złoty z dwoma krzyżami u góry i dołu ukośnie, do siebie zwróconymi (Różyński), w polu VII czerwonym, Słupy Giedymina; w polu VIII srebrnym, kolumna złota (Kolumna).
Nad tarczą trzy hełmy z klejnotami: I pół męża zbrojnego z szablą i tarczą jak w herbie; II lis wspięty brązowy między dwoma rogami bawolimi naturalnymi; III orzeł czarny w koronie królewskiej z krzyżykiem złotym, na jego piersi owalna tarczka czerwona z herbem Ręka.
Labry herbowe I z prawej czarne podbite srebrem, z lewej błękitne podbite złotem; labry II czerwone podbite srebrem; labry III czerwone podbite srebrem.
Całość otacza płaszcz heraldyczny, podbity gronostajem.
Płaszcz zwieńcza mitra książęca.

## Geneza
Sapieha VIII jest trzecim herbem książęcym nadanym członkom rodu Sapiehów. Dana odmiana, przysługuje starszej linii kodeńskiej gałęzi hrabiowskiej, z której Leon Sapieha; syn hrabiego Aleksandra Sapiehy, otrzymał w 1836 roku indygenat z Galicji wraz z udzieleniem tytułu książęcego austriackiego pod datę 25 lutego 1840 roku, co potwierdzone zostało dyplomem z dnia 26 lipca 1845 roku. Podstawą nadania miało być rzekomo pochodzenie od Kazimierza Jana Sapiehy, co było nieprawdą, gdyż ten wywodził się z innej linii.
Młodsza gałąź hrabiowska w osobie hr. Pawła Sapieha w 1874 roku otrzymała ukazem pozwolenie noszenia tego tytułu w Rosji. Jan Paweł Aleksander Sapieha, syn Eustachego, otrzymał potwierdzenie tego tytułu dyplomem z 30 kwietnia 1880 roku. 
Według Szymona Okolskiego i Kaspra Niesieckiego to Paweł Sapieha miał jako pierwszy wprowadzić do swego herbu wizerunek Hipocentaura, na pamiątkę swojej żony, wywodzącej się z rodu Holszańskich. 
Sapiehowie używali również odmiany, w której trzymaczami tarczy były dwa lisy i dwa godła: RO DEO ET PATRIA, NEC UNA SUFFICIT CRUX MlHI COETERIS ARCUS, jednakże nie figurują w dyplomie. 

## Herbowni
Informacje na temat herbownych w artykule sporządzone zostały na podstawie wiarygodnych źródeł, zwłaszcza klasycznych i współczesnych herbarzy. Należy jednak zwrócić uwagę na częste zjawisko przypisywania rodom szlacheckim niewłaściwych herbów, szczególnie nasilone w czasie legitymacji szlachectwa przed zaborczymi heroldiami, co zostało następnie utrwalone w wydawanych kolejno herbarzach. Identyczność nazwiska nie musi oznaczać przynależności do danego rodu herbowego. Przynależność taką mogą bezspornie ustalić wyłącznie badania genealogiczne.
Pełne listy herbownych nie są dziś możliwe do odtworzenia, także ze względu na zniszczenie i zaginięcie wielu akt i dokumentów w czasie II wojny światowej (m.in. w czasie powstania warszawskiego w 1944 spłonęło ponad 90% zasobu Archiwum Głównego w Warszawie, gdzie przechowywana była większość dokumentów staropolskich). Nazwisko znajdujące się w artykule pochodzi z Herbarza polskiego, Tadeusza Gajla. Występowanie danego nazwiska w artykule nie musi oznaczać, że konkretna rodzina pieczętowała się herbem Sapieha VIII. Często te same nazwiska są własnością wielu rodzin reprezentujących wszystkie stany dawnej Rzeczypospolitej, tj. chłopów, mieszczan, szlachtę. Herb Sapieha VIII jest herbem własnym, wiec do jego używania uprawniona jest zaledwie jedna rodzina: Sapiehowie.

## Galeria

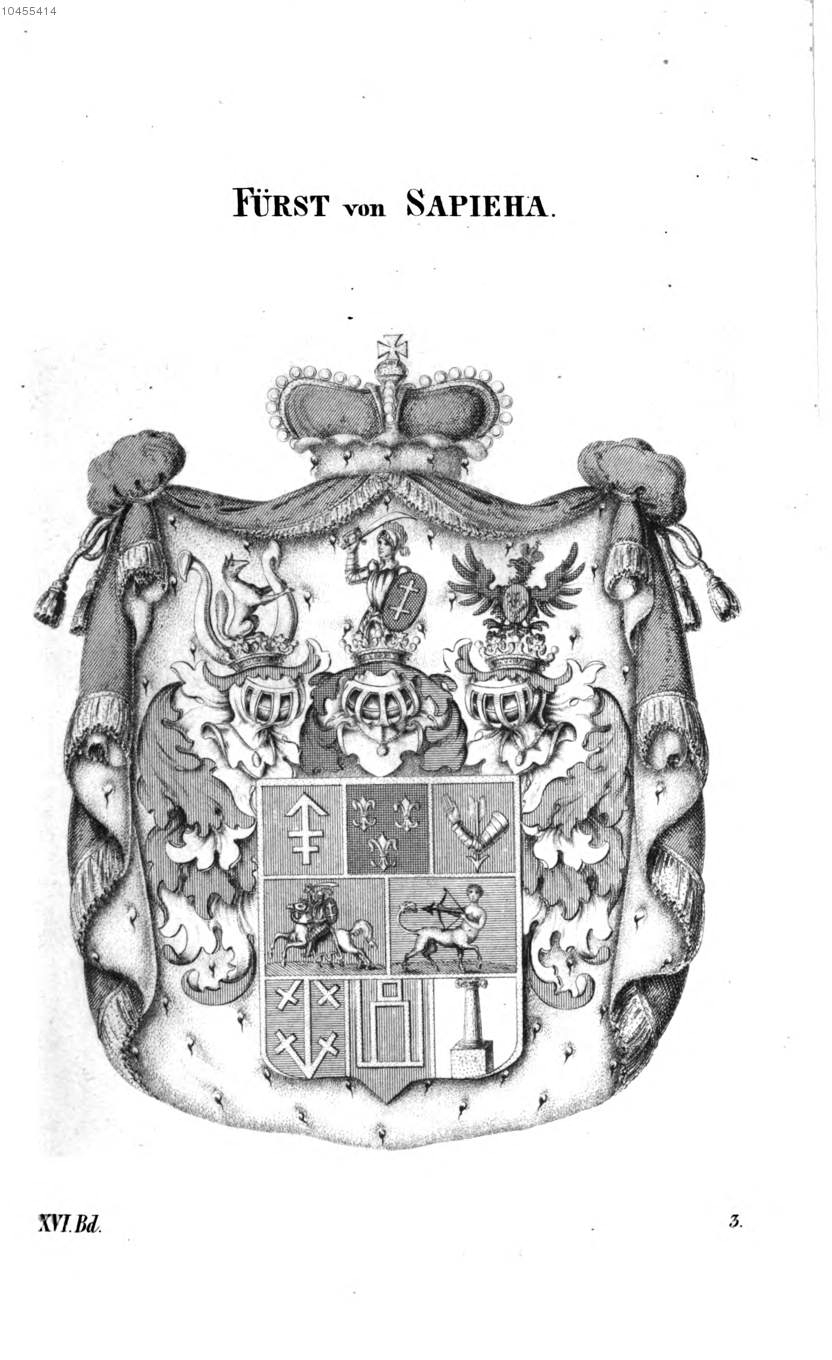
Herb Sapieha VIII z herbarza Siebmachera (1831–1868).
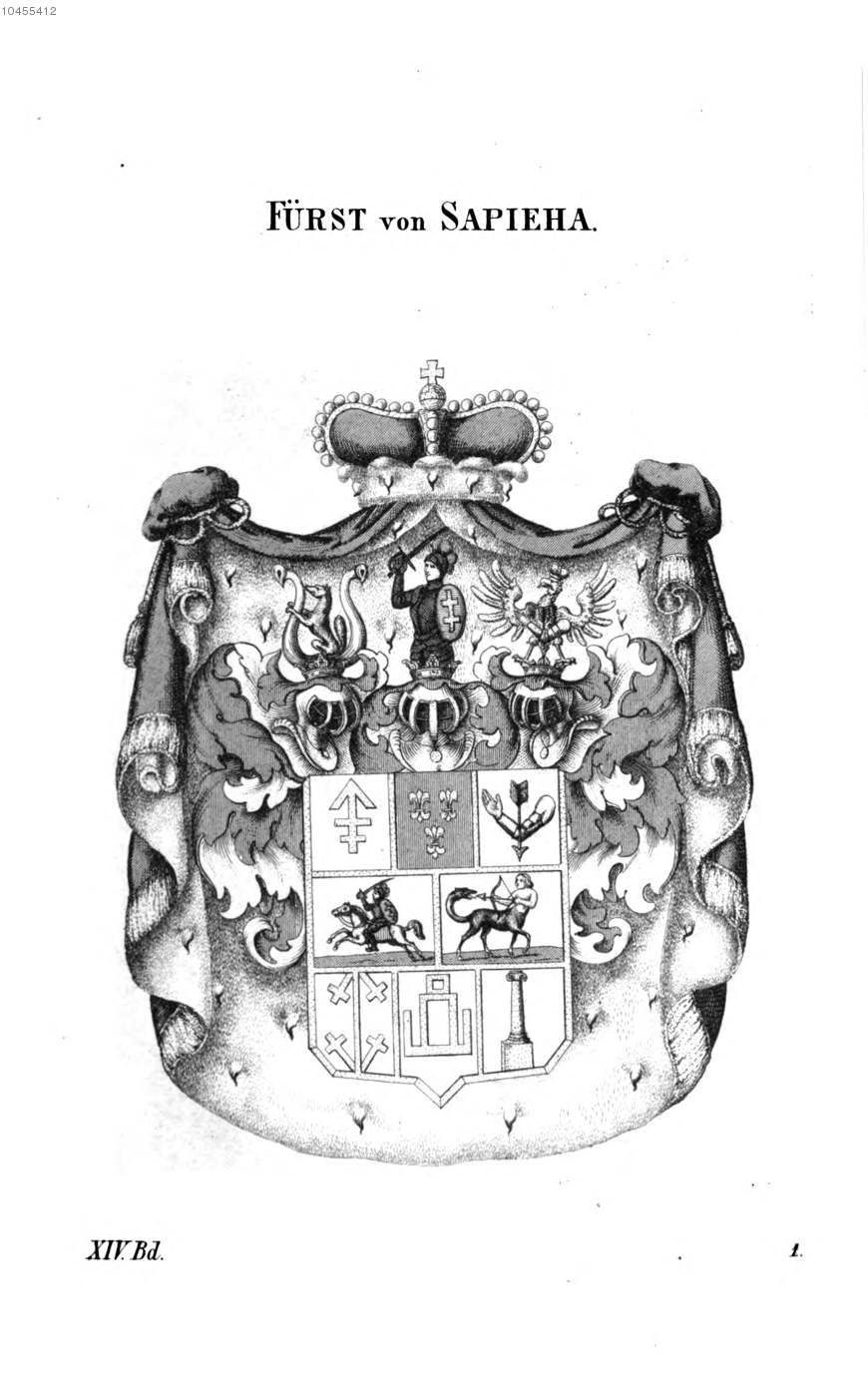
Herb Sapieha VIII z herbarza Siebmachera (1846–1865).